# Carex iraqensis
Carex iraqensis là một loài thực vật có hoa trong họ Cói. Loài này được S.S.Hooper & Kukkonen mô tả khoa học đầu tiên năm 1984.